# Le Grant Herbier en françoys
Arbolayre
Le Grant Herbier en françoys, d'abord titré Arbolayre dans sa première édition, est un herbier artificiel publié à Paris à la fin du XVe siècle et au début du XVIe siècle. C'est le seul herbier médiéval imprimé en langue française, et il est dérivé de la tradition des manuscrits du Livre des simples médecines.
Son titre complet est Le grant herbier en francoys Contenant les qualitez Vertus & proprietez des herbes Arbres Gommes & Semences. Extraict de plusieurs traictez de medecine Comme de Avicenne de Rasis de Constantin de Isaac & de Plataire. Selon le commun usage.

## Contenu
L'ouvrage, rédigé en français et imprimé en caractères gothiques, comprend 304 gravures, qui sont des copies réduites des éditions du Gart der Gesundheit (Jardin de la santé) données par Grüninger à Strasbourg. 
Bien que la plus ancienne édition (publiée sous le titre d’Arbolayre) soit illustrée avec des gravures reprises d'une édition du Gart der Gesundheit, le texte est complètement différent de l'allemand. Il est dérivé de celui du Livre des simples médecines, qui est lui-même une traduction en français du Tractatus de herbis. Les simples traités par l'ouvrage  sont les mêmes que ceux de ces deux traditions d'herbiers médiévaux.

## Éditions
Cet ouvrage a été imprimé pour la première fois à Besançon vers 1486-1488 par l'imprimeur Peter Metlinger (d), sous le titre d'Arbolayre contenant la qualitey et virtus proprietey des herbes, arbres, gômes et semences extrait de pluseurs tratiers de medicine.
Par la suite, le Grant Herbier a connu sous ce titre plusieurs éditions, toutes publiées à Paris, aucune n'étant datée avec certitude.
1. Vers 1498, Le Grant Herbier en françois, Paris, Pierre Le Caron[3].
2. 1498-1500, id.
3. Vers 1520, imprimeur inconnu.
4. Vers 1535, imprimeur inconnu.
5. 1539 ? Paris, Jean Janot[3].
6. 1544 ? Paris, Jacques Nyverd[3].

Le Grand Herbier a été traduit en anglais sous le titre The Grete Herball. La première édition, datant de 1526, a été suivie de celles de 1529, 1531 et 1561.